# Baulanderschließung
Nach Schweizer Recht und Raumplanungspraxis gilt: Voraussetzung für die Überbauung von Land ist die Einzonung mit einem Zonenplan, d. h. die Zuordnung zu einer Wohn-, Gewerbe- oder Industriezone. Mit der Einzonung ist das Land noch nicht baureif. Es bedarf auch noch der Baulanderschliessung.
Die Baulanderschliessung im engeren Sinn umfasst die Zufahrt mit einer Straße, (bei Industrieland unter Umständen auch den Anschluss ans Schienennetz mit einem Anschlussgleis) sowie die Verbindungsleitungen zum Wasser-, Abwasser-, Elektrizitäts-, Telefon und eventuell Gasnetz.
Zur Baulanderschließung im weiteren Sinn gehören auch weitere Maßnahmen, wie die Neuordnung der Grundstücksgrenzen und der übrigen Rechtsverhältnisse an Grund und Boden, genügender Anschluss an das öffentliche Verkehrsnetz, übergeordnetes Fußwegnetz und Schulen.
Beispiel Kanton Zürich (Schweiz): Die Baulanderschließung wird im Quartierplanverfahren geregelt.